# Binóc
Binóc (szlovákul Bíňovce, németül: Binowetz) község Szlovákiában, a Nagyszombati kerületben, a Nagyszombati járásban.

## Fekvése
Nagyszombattól 17 km-re északnyugatra található.

## Története
1330-ban említik először.
Vályi András szerint "BINYOCZ. Binyovce. Elegyes falu Posony Vármegyében, földes Ura Gróf Battyáni Uraság, lakosai katolikusok, fekszik a’ felső Szigetbéli járásban, határbéli földgyének jó termékenységéhez, ’s külömbféle javaihoz képest, első Osztálybéli."
Fényes Elek szerint "Binyócz, (Binovcze), tót falu, Pozson vgyében, Szomolyánhoz 3 fertálynyira: 612 kath., 32 zsidó lak., szűk, s nem igen termékeny határral. F. u. gr. Batthyáni János örök., s mások. Ut. p. Nagy-Szombat"
A trianoni békeszerződésig Pozsony vármegye Nagyszombati járásához tartozott.

## Népessége
| Év:            | 1994. | 2004.   | 2014.   | 2024.   |
| -------------- | ----- | ------- | ------- | ------- |
| Emberek száma: | 647   | 654     | 663     | 639     |
| Eltérés:       |       | +1,08 % | +1,37 % | -3,61 % |

| Év:            | 2023. | 2024. |
| -------------- | ----- | ----- |
| Emberek száma: | 639   | 639   |
| Eltérés:       |       | +0 %  |

1910-ben 598, túlnyomórészt szlovák anyanyelvű lakosa volt.
2001-ben 667 lakosából 662 szlovák volt.
2011-ben 669 lakosából 630 szlovák volt.

## Neves személyek
- Itt született 1656-ban Ivanics György jezsuita áldozópap és tanár.
- Itt született 1848-ban Horváth József főtanító.
- Itt született 1875-ben Dömötör Mihály ügyvéd, politikus, rövid ideig belügyminiszter.

## Nevezetességei
- Mihály arkangyal tiszteletére épített római katolikus temploma 1788-ban épült.